# La Vengeance du serpent à plumes (bande originale)
Albums de Michel Polnareff
Show télé 82/Public
(1982) Incognito
(1985)
La Vengeance du serpent à plumes est un album composé par Michel Polnareff en 1984 et qui est la bande originale du film La Vengeance du serpent à plumes de Gérard Oury.
Sur cet album sorti en octobre se trouve le slow pop rock chanté par l'artiste et intitulé La Belle veut sa revanche (encore et encore) qui fut ensuite disponible au début de l'année 1985 en format 45 tours.
Michel Polnareff avait déjà composé pour le réalisateur Gérard Oury la musique du film La Folie des grandeurs.

## Liste des titres
| No  | Titre                                                                  | Durée |
| --- | ---------------------------------------------------------------------- | ----- |
| 1.  | La Poursuite du serpent à plumes                                       |       |
| 2.  | Paris-Mexique                                                          |       |
| 3.  | Générique La Vengeance du serpent à plumes                             |       |
| 4.  | La belle veut sa revanche (instrumental)                               |       |
| 5.  | Danse du serpent a plumes                                              |       |
| 6.  | Tire fesses                                                            |       |
| 7.  | Manège Alvaro                                                          |       |
| 8.  | L'Homme squelette                                                      |       |
| 9.  | La belle veut sa revanche (encore et encore (voix : Michel Polnareff)) |       |
| 10. | Rock'n'Roll non stop                                                   |       |